# Eulychnia acida
Eulychnia acida är en kaktusväxtart som beskrevs av Rodolfo Amando Philippi. Eulychnia acida ingår i släktet Eulychnia och familjen kaktusväxter. Inga underarter finns listade i Catalogue of Life.